# Nehren (Rijnland-Palts)
Nehren is een plaats in de Duitse deelstaat Rijnland-Palts, en maakt deel uit van de Landkreis Cochem-Zell.
Nehren, gelegen aan de Moezel telt 103 inwoners.

## Bestuur
De plaats is een Ortsgemeinde en maakt deel uit van de Verbandsgemeinde Cochem-Land.

## Geschiedenis en cultuur

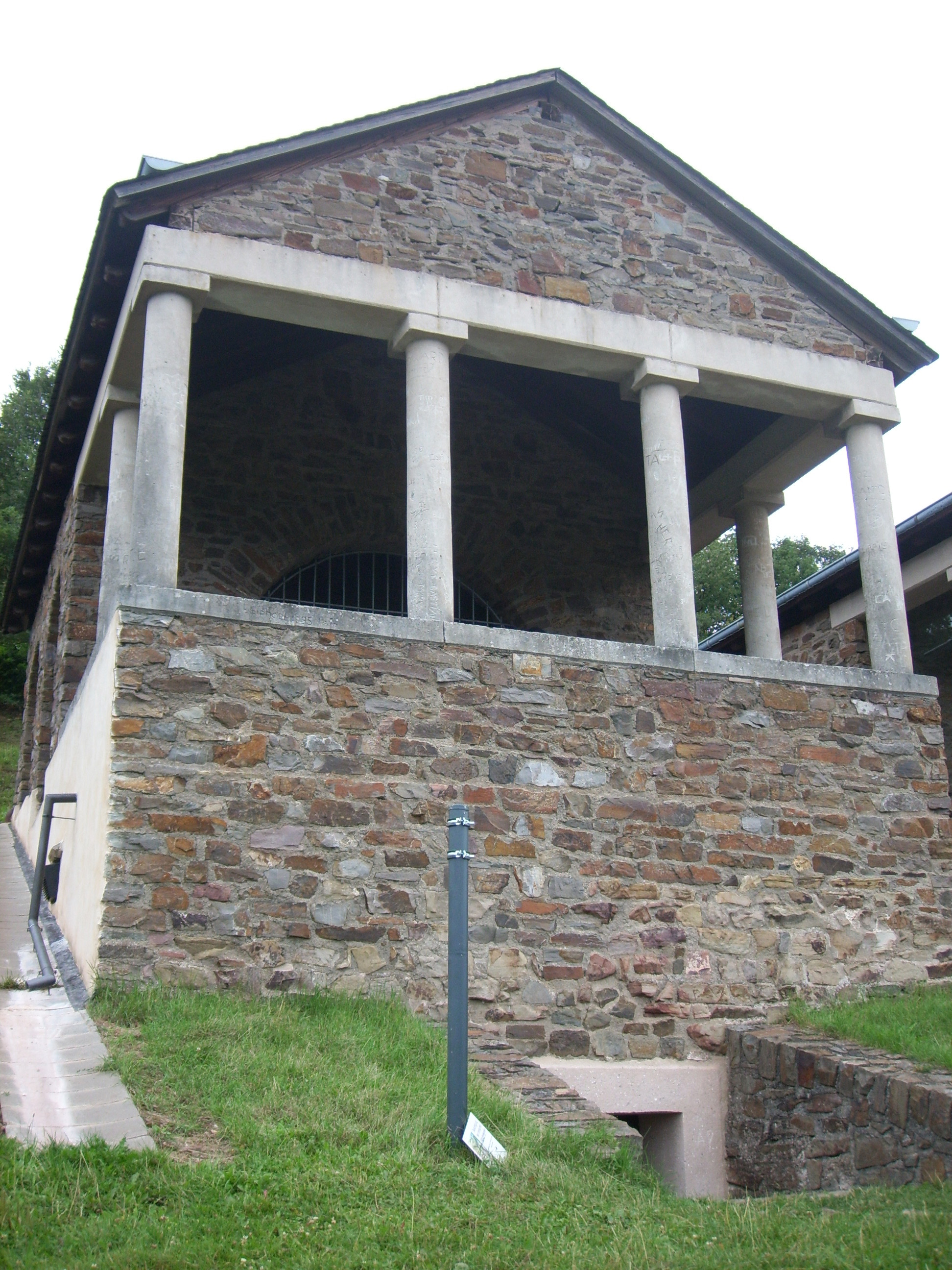
Romeinse grafkamer te Nehren.

Nehren staat bekend om twee (reconstructies van) Romeinse grafkamers. Het zijn de enige bewaard gebleven Romeinse grafkamers in het Rijnland waarin nog resten van het originele schilderwerk te zien zijn. De westelijke van de twee grafkamers, die ook bekendstaat als de Heidenkeller, werd in 1973/1974 archeologisch onderzocht door H. Eiden. Omdat het muurwerk nog goed intact was gebleven, bleek reconstructie mogelijk. De doden in de kelder waren aarden vaten meegegeven, die uit de 2e helft van de 4e eeuw na Chr. dateren. Buiten de sarcofaag voor een volwassene, werd een doodskist voor een kind aangetroffen. Bij de opgraving werd nog een tweede graf aangetroffen. De twee grafkamers werden in 1975/1976 gereconstrueerd. Het zijn de begraafplaatsen van een familie die bestond uit grondbezitters. De villa van deze familie was boven Nehren gebouwd. De grafkamers liggen hoog boven de oever van de Moezel en liggen op de route van een voormalige belangrijke handelsweg naar Trier. De twee Romeinse grafkamers zijn als heraldische symbolen opgenomen in het wapen van Nehren.
Alf ·
Alflen ·
Altlay ·
Altstrimmig ·
Auderath ·
Bad Bertrich ·
Beilstein ·
Beuren ·
Binningen ·
Blankenrath ·
Brachtendorf ·
Bremm ·
Briedel ·
Brieden ·
Briedern ·
Brohl ·
Bruttig-Fankel ·
Büchel ·
Bullay ·
Cochem ·
Dohr ·
Dünfus ·
Düngenheim ·
Ediger-Eller ·
Ellenz-Poltersdorf ·
Eppenberg ·
Ernst ·
Eulgem ·
Faid ·
Filz ·
Forst (Eifel) ·
Forst (Hunsrück) ·
Gamlen ·
Gevenich ·
Gillenbeuren ·
Greimersburg ·
Grenderich ·
Hambuch ·
Haserich ·
Hauroth ·
Hesweiler ·
Illerich ·
Kaifenheim ·
Kail ·
Kaisersesch ·
Kalenborn ·
Kliding ·
Klotten ·
Landkern ·
Laubach ·
Leienkaul ·
Lieg ·
Liesenich ·
Lütz ·
Lutzerath ·
Masburg ·
Mesenich ·
Mittelstrimmig ·
Möntenich ·
Moritzheim ·
Moselkern ·
Müden (Rijnland-Palts) ·
Müllenbach ·
Neef ·
Nehren ·
Panzweiler ·
Peterswald-Löffelscheid ·
Pommern ·
Pünderich ·
Reidenhausen ·
Roes ·
Sankt Aldegund ·
Schauren ·
Schmitt ·
Senheim ·
Sosberg ·
Tellig ·
Treis-Karden ·
Ulmen ·
Urmersbach ·
Urschmitt ·
Valwig ·
Wagenhausen ·
Walhausen ·
Weiler ·
Wirfus ·
Wollmerath ·
Zell ·
Zettingen